# اچ‌ام‌اس پگاسوس (۱۹۱۷)
اچ‌ام‌اس پگاسوس (۱۹۱۷) (به انگلیسی: HMS Pegasus (1917)) یک کشتی بود که طول آن ۳۳۲ فوت ۴ اینچ (۱۰۱٫۳ متر) بود. این کشتی در سال ۱۹۱۷ ساخته شد.